# Deuteronomos citrina
Deuteronomos citrina là một loài bướm đêm trong họ Geometridae.